# Dauði Baldrs
Dauði Baldrs (на български: Смъртта на Балдур) е пети студиен албум на норвежката блек метъл група Burzum, издаден от периода на Варг Викернес в затвора, през 1997 година. Времетраенето на албума е 39 минути и 10 секунди.
Стилът на албума е неокласически/дарк ембиънт. Албумът е записан единствено със синтезатор и нормален магнетофон, защото това били единствените достъпни инструменти в затвора тогава. Записите на албума продължили няколко месеца поради ограничения достъп на Викернес до синтезатора, който всъщност бил използван и за записването на следващия ембиънт албум.
В албума се описва завещанието на Балдур – втория син на Один в скандинавската митология. Оригиналното име на албума било Baldrs Død. The Misanthropy обаче съобщили, че трябва да се промени името и обложката на албума.

## Състав
- Варг Викернес – клавири

## Песни
| 1.    | Dauði Baldrs (инструментал)      | 8:49  |
| 2.    | Hermoðr á Helferð (инструментал) | 2:41  |
| 3.    | Bálferð Baldrs (инструментал)    | 6:05  |
| 4.    | Í Heimr Heljar (инструментал)    | 2:02  |
| 5.    | Illa Tiðandi (инструментал)      | 10:29 |
| 6.    | Móti Ragnarǫkum (инструментал)   | 9:04  |
| 39:10 |                                  |       |